# 2006-os U20-as női labdarúgó-világbajnokság
A 2006-os U20-as női labdarúgó-világbajnokság a harmadik ilyen jellegű torna volt. A tornát 16 válogatott részvételével augusztus 17-e és szeptember 3-a között rendezték Oroszországban. A két évvel korábbi, 2004-es tornához képest ezen a tornán már 20 éven aluliak vehettek részt. A vb-t az észak-koreai csapat nyerte.

## Részt vevő csapatok
| Konföderáció | Csapat                                           |
| ------------ | ------------------------------------------------ |
| AFC          | Kína · Észak-Korea · Ausztrália                  |
| CAF          | Nigéria · Kongó                                  |
| CONCACAF     | Egyesült Államok · Kanada · Mexikó               |
| CONMEBOL     | Brazília · Argentína                             |
| OFC          | Új-Zéland                                        |
| UEFA         | Franciaország · Németország · Finnország · Svájc |
| Rendező      | Oroszország                                      |

## Játékvezetők
| Afrika - Fatou Gaye - Dianne Ferreira-James Ázsia - Hong Una - Bentla D'Coth - Tammy Ogston | Észak-, Közép-Amerika és a Karibi-térség - Shane de Silva - Jennifer Bennett Európa - Natalja Mihajlovna Avdoncsenko - Gaál Gyöngyi - Jenny Palmqvist - Christine Baitinger - Claudine Brohet |

## Eredmények
A csoportkörben minden csapat a másik három csapattal egy-egy mérkőzést játszott, így összesen 6 mérkőzésre került sor mind a négy csoportban. A csoportokból az első két helyezett jutott tovább a negyeddöntőbe. Minden csoportban az utolsó két mérkőzést azonos időpontban játszották. A negyeddöntőtől egyenes kieséses rendszerben folytatódott a torna.

### Csoportkör
| Jelmagyarázat                                                                   |
| ------------------------------------------------------------------------------- |
| A csoportok első és második helyezettje bejutott az egyenes kieséses szakaszba. |
| A csoportok harmadik és negyedik helyezettje kiesett.                           |

#### A csoport
| Csapat      | M | Gy | D | V | G+ | G– | Gk | P |
| ----------- | - | -- | - | - | -- | -- | -- | - |
| Brazília    | 3 | 1  | 2 | 0 | 2  | 0  | +2 | 5 |
| Oroszország | 3 | 1  | 2 | 0 | 4  | 3  | +1 | 5 |
| Ausztrália  | 3 | 1  | 1 | 1 | 4  | 3  | +1 | 4 |
| Új-Zéland   | 3 | 0  | 1 | 2 | 2  | 6  | −4 | 1 |

| 2006. augusztus 17. 16:00 |

| Új-Zéland | 0–3               | Ausztrália                     |
| --------- | ----------------- | ------------------------------ |
|           | (0–1) Jegyzőkönyv | McCallum 39' 80' Shipard 90+3' |

| Petrovszkij Stadion, Szentpétervár Nézőszám: 1100 Játékvezető: Gaál Gyöngyi (magyar) |

| 2006. augusztus 17. 19:00 |

| Oroszország | 0–0         | Brazília |
| ----------- | ----------- | -------- |
|             | Jegyzőkönyv |          |

| Petrovszkij Stadion, Szentpétervár Nézőszám: 10 200 Játékvezető: Jenny Palmqvist (svéd) |

| 2006. augusztus 20. 16:00 |

| Brazília                   | 2–0               | Ausztrália |
| -------------------------- | ----------------- | ---------- |
| Francielle 42' Fabiana 69' | (1–0) Jegyzőkönyv |            |

| Petrovszkij Stadion, Szentpétervár Nézőszám: 700 Játékvezető: Jennifer Bennett (amerikai) |

| 2006. augusztus 20. 19:00 |

| Oroszország                             | 3–2               | Új-Zéland               |
| --------------------------------------- | ----------------- | ----------------------- |
| Kozhnikova 5' Terekhova 14' Akimova 93' | (2–1) Jegyzőkönyv | Erceg 18' Humphries 56' |

| Petrovszkij Stadion, Szentpétervár Nézőszám: 3400 Játékvezető: Hong Eun-Ah (dél-koreai) |

| 2006. augusztus 23. 16:00 |

| Brazília | 0–0         | Új-Zéland |
| -------- | ----------- | --------- |
|          | Jegyzőkönyv |           |

| Podmoskovie Stadium, Shchyolkovo Nézőszám: 500 Játékvezető: Shane de Silva (Trinidad és Tobagó-i) |

| 2006. augusztus 23. 16:00 |

| Ausztrália | 1–1               | Oroszország    |
| ---------- | ----------------- | -------------- |
| Brogan 85' | (0–0) Jegyzőkönyv | Kozhnikova 75' |

| Torpedo Stadium, Moszkva Nézőszám: 1000 Játékvezető: Christine Beck (német) |

#### B csoport
| Csapat     | M | Gy | D | V | G+ | G– | Gk  | P |
| ---------- | - | -- | - | - | -- | -- | --- | - |
| Kína       | 3 | 3  | 0 | 0 | 6  | 1  | +5  | 9 |
| Nigéria    | 3 | 2  | 0 | 1 | 11 | 5  | +6  | 6 |
| Kanada     | 3 | 1  | 0 | 2 | 4  | 4  | 0   | 3 |
| Finnország | 3 | 0  | 0 | 3 | 1  | 12 | −11 | 0 |

| 2006. augusztus 17. 16:00 |

| Kína                     | 2–1               | Finnország      |
| ------------------------ | ----------------- | --------------- |
| Ma 37' (11-esből) Zi 72' | (1–1) Jegyzőkönyv | Yuan 2' (öngól) |

| Podmoskovie Stadium, Shchyolkovo Nézőszám: 2000 Játékvezető: Dianne Ferreira-James (guyanai) |

| 2006. augusztus 17. 19:00 |

| Nigéria                   | 3–2               | Kanada                |
| ------------------------- | ----------------- | --------------------- |
| Ishola 29' Uwak 82' 90+1' | (1–1) Jegyzőkönyv | Kyle 25' Cicchini 71' |

| Podmoskovie Stadium, Shchyolkovo Nézőszám: 800 Játékvezető: Bentla D'Coth (indiai) |

| 2006. augusztus 20. 16:00 |

| Finnország | 0–2               | Kanada                      |
| ---------- | ----------------- | --------------------------- |
|            | (0–1) Jegyzőkönyv | Robinson 39' (11-esből) 70' |

| Podmoskovie Stadium, Shchyolkovo Nézőszám: 1200 Játékvezető: Natalja Avdoncsenko (orosz) |

| 2006. augusztus 20. 19:00 |

| Kína              | 3–0               | Nigéria |
| ----------------- | ----------------- | ------- |
| Lou 9' Ma 31' 69' | (2–0) Jegyzőkönyv |         |

| Podmoskovie Stadium, Shchyolkovo Nézőszám: 2000 Játékvezető: Christine Baitinger (német) |

| 2006. augusztus 23. 19:00 |

| Finnország | 0–8               | Nigéria                                               |
| ---------- | ----------------- | ----------------------------------------------------- |
|            | (0–4) Jegyzőkönyv | Sabi 7' 42' Eke 13' 65' 79' Uwak 15' Chikwelu 47' 73' |

| Podmoskovie Stadium, Shchyolkovo Nézőszám: 400 Játékvezető: Jennifer Bennett (amerikai) |

| 2006. augusztus 23. 19:00 |

| Kanada | 0–1               | Kína   |
| ------ | ----------------- | ------ |
|        | (0–0) Jegyzőkönyv | Ma 48' |

| Torpedo Stadion, Moszkva Nézőszám: 100 Játékvezető: Claudine Brohet (belga) |

#### C csoport
| Csapat      | M | Gy | D | V | G+ | G– | Gk  | P |
| ----------- | - | -- | - | - | -- | -- | --- | - |
| Észak-Korea | 3 | 3  | 0 | 0 | 10 | 0  | +10 | 9 |
| Németország | 2 | 2  | 0 | 1 | 15 | 3  | +12 | 6 |
| Mexikó      | 3 | 1  | 0 | 2 | 5  | 15 | −10 | 3 |
| Svájc       | 3 | 0  | 0 | 3 | 2  | 14 | −12 | 0 |

| 2006. augusztus 18. 16:00 |

| Svájc         | 2–4               | Mexikó                                     |
| ------------- | ----------------- | ------------------------------------------ |
| Bürki 12' 65' | (1–3) Jegyzőkönyv | Corral 15' 45+2' Gordillo 30' Ocampo 90+2' |

| Dinamo Stadion, Moszkva Nézőszám: 3500 Játékvezető: Tammy Ogston (ausztrál) |

| 2006. augusztus 18. 19:00 |

| Észak-Korea     | 2–0               | Németország |
| --------------- | ----------------- | ----------- |
| Jong 35' Jo 70' | (1–0) Jegyzőkönyv |             |

| Gyinamo Stadion, Moszkva Nézőszám: 700 Játékvezető: Fatou Gaye (szenegáli) |

| 2006. augusztus 21. 16:00 |

| Mexikó       | 1–9               | Németország                                                                                       |
| ------------ | ----------------- | ------------------------------------------------------------------------------------------------- |
| Cisneros 76' | (0–5) Jegyzőkönyv | Okoyino Da Mbabi 24' Bajramaj 29' Kessler 31' Blaesse 37' 44' 84' Laudehr 49' Maier 58' Oster 77' |

| Gyinamo Stadion, Moszkva Nézőszám: 500 Játékvezető: Gaál Gyöngyi (magyar) |

| 2006. augusztus 21. 19:00 |

| Svájc | 0–4               | Észak-Korea                           |
| ----- | ----------------- | ------------------------------------- |
|       | (0–1) Jegyzőkönyv | Jong 45+1' Kim O. 50' Kim Sz. 78' 80' |

| Gyinamo Stadion, Moszkva Nézőszám: 600 Játékvezető: Shane de Silva (Trinidad és Tobagó-i) |

| 2006. augusztus 24. 16:00 |

| Németország                                                              | 6–0               | Svájc |
| ------------------------------------------------------------------------ | ----------------- | ----- |
| Bajramaj 4' 62' Laudehr 21' Okoyino Da Mbabi 45' Kessler 85' Blaesse 89' | (3–0) Jegyzőkönyv |       |

| Petrovszkij Stadion, Szentpétervár Nézőszám: 300 Játékvezető: Dianne Ferreira-James (guyanai) |

| 2006. augusztus 24. 16:00 |

| Mexikó | 0–4               | Észak-Korea                      |
| ------ | ----------------- | -------------------------------- |
|        | (0–3) Jegyzőkönyv | Mi 33' Kim K. 35' Kil 42' Oh 59' |

| Gyinamo Stadion, Moszkva Nézőszám: 500 Játékvezető: Natalie Avdonchenko (orosz) |

#### D csoport
| Csapat           | M | Gy | D | V | G+ | G– | Gk | P |
| ---------------- | - | -- | - | - | -- | -- | -- | - |
| Egyesült Államok | 3 | 3  | 0 | 0 | 7  | 2  | +5 | 9 |
| Franciaország    | 3 | 2  | 0 | 1 | 6  | 1  | +5 | 6 |
| Argentína        | 3 | 1  | 0 | 2 | 5  | 9  | −4 | 3 |
| Kongói DK        | 3 | 0  | 0 | 3 | 1  | 7  | −6 | 0 |

| 2006. augusztus 18. 16:00 |

| Kongói DK | 1–2               | Egyesült Államok                    |
| --------- | ----------------- | ----------------------------------- |
| Nzuzi 70' | (0–1) Jegyzőkönyv | O'Hara 33' Rodriguez 65' (11-esből) |

| Torpedo Stadion, Moszkva Nézőszám: 300 Játékvezető: Claudine Brohet (belga) |

| 2006. augusztus 18. 19:00 |

| Franciaország                                  | 5–0               | Argentína |
| ---------------------------------------------- | ----------------- | --------- |
| Boulleau 12' Delie 28' 65' Nécib 51' Houra 85' | (2–0) Jegyzőkönyv |           |

| Torpedo Stadion, Moszkva Nézőszám: 250 Játékvezető: Shane de Silva (Trinidad és Tobagó-i) |

| 2006. augusztus 21. 16:00 |

| Egyesült Államok                              | 4–1               | Argentína   |
| --------------------------------------------- | ----------------- | ----------- |
| Rostedt 13' Adams 38' Long 62' Nogueira 90+1' | (2–0) Jegyzőkönyv | Pereyra 53' |

| Torpedo Stadion, Moszkva Nézőszám: 200 Játékvezető: Fatou Gaye (szenegáli) |

| 2006. augusztus 21. 19:00 |

| Kongói DK | 0–1               | Franciaország |
| --------- | ----------------- | ------------- |
|           | (0–1) Jegyzőkönyv | Henry 45'     |

| Torpedo Stadion, Moszkva Nézőszám: 130 Játékvezető: Tammy Ogston (ausztrál) |

| 2006. augusztus 24. 19:00 |

| Argentína                          | 4–0               | Kongói DK |
| ---------------------------------- | ----------------- | --------- |
| Manicler 13' 17' 45+2' Potassa 15' | (3–0) Jegyzőkönyv |           |

| Petrovszkij Stadion, Szentpétervár Nézőszám: 450 Játékvezető: Bentla D'Coth (indiai) |

| 2006. augusztus 24. 19:00 |

| Egyesült Államok | 1–0               | Franciaország |
| ---------------- | ----------------- | ------------- |
| Rostedt 61'      | (0–0) Jegyzőkönyv |               |

| Gyinamo Stadion, Moszkva Nézőszám: 300 Játékvezető: Hong Eun-Ah (dél-koreai) |

### Egyenes kieséses szakasz

#### Negyeddöntők
| 2006. augusztus 26. 16:00 |

| Brazília                    | 2–1               | Nigéria  |
| --------------------------- | ----------------- | -------- |
| Fabiana 45+2' Adriane 90+5' | (1–0) Jegyzőkönyv | Uwak 65' |

| Torpedo Stadion, Moszkva Nézőszám: 700 Játékvezető: Natalie Avdonchenko (orosz) |

| 2006. augusztus 26. 19:00 |

| Kína                           | 4–0               | Oroszország |
| ------------------------------ | ----------------- | ----------- |
| Zi 8' Ma 19' Zhang 40' You 60' | (3–0) Jegyzőkönyv |             |

| Torpedo Stadion, Moszkva Nézőszám: 2000 Játékvezető: Gaál Gyöngyi (magyar) |

| 2006. augusztus 27. 16:00 |

| Észak-Korea         | 2–1               | Franciaország |
| ------------------- | ----------------- | ------------- |
| Kim K. 46' Hong 90' | (0–0) Jegyzőkönyv | Thomis 62'    |

| Petrovszkij Stadion, Szentpétervár Nézőszám: 550 Játékvezető: Jennifer Bennett (amerikai) |

| 2006. augusztus 27. 19:00 |

| Egyesült Államok                       | 4–1               | Németország |
| -------------------------------------- | ----------------- | ----------- |
| O'Hara 36' Adams 37' 70' Rodriguez 90' | (2–0) Jegyzőkönyv | Neumann 65' |

| Petrovszkij Stadion, Szentpétervár Nézőszám: 750 Játékvezető: Jenny Palmqvist (svéd) |

#### Elődöntők
| 2006. augusztus 31. 16:00 |

| Brazília | 0–1               | Észak-Korea |
| -------- | ----------------- | ----------- |
|          | (0–0) Jegyzőkönyv | Ri U. 87'   |

| Lokomotyiv Stadion, Moszkva Nézőszám: 1000 Játékvezető: Christine Beck (német) |

| 2006. augusztus 31. 19:00 |

| Kína                        | 0–0 (h. u.) | Egyesült Államok                  |
| --------------------------- | ----------- | --------------------------------- |
|                             | Jegyzőkönyv |                                   |
| Büntetőpárbaj               |             |                                   |
| Zhuang Zhang Yuan Zi Ma Zhu | 5–4         | Dew Adams Poach Lopez Bock Cheney |

| Lokomotyiv Stadion, Moszkva Nézőszám: 1000 Játékvezető: Tammy Ogston (ausztrál) |

#### Bronzmérkőzés
| 2006. szeptember 3. 16:00 |

| Brazília                                                    | 0–0 (h. u.) | Egyesült Államok                                  |
| ----------------------------------------------------------- | ----------- | ------------------------------------------------- |
|                                                             | Jegyzőkönyv |                                                   |
| Büntetőpárbaj                                               |             |                                                   |
| Daiane Costa Aliane Francielle Mônica Fabiana Érika Maurine | 6–5         | Dew Long Angeli Heath Adams Lopez Rodriguez Poach |

| Lokomotyiv Stadion, Moszkva Nézőszám: 7000 Játékvezető: Jenny Palmqvist (svéd) |

#### Döntő
| 2006. szeptember 3. 19:00 |

| Észak-Korea                          | 5–0               | Kína |
| ------------------------------------ | ----------------- | ---- |
| Jo 29' Kim Sz. 39' 45+2' 52' Kil 56' | (3–0) Jegyzőkönyv |      |

| Lokomotyiv Stadion, Moszkva Nézőszám: 8500 Játékvezető: Jennifer Bennett (amerikai) |

| A 2006-os U20-as női labdarúgó-világbajnokság győztese |
| ------------------------------------------------------ |
| ÉSZAK-KOREA 1. cím                                     |

### Gólszerzők
5 gólos
- Ma Xiaoxu
- Kim Szonghü

4 gólos
- Anna Blaesse
- Cynthia Uwak

3 gólos
- Ludmila Manicler
- Fatmire Bajramaj
- Maureen Eke
- Danesha Adams

2 gólos
- Collette McCallum
- Fabiana
- Jodi-Ann Robinson
- Zi Jingjing
- Marie-Laure Delie
- Nadine Keßler
- Simone Laudehr
- Celia Okoyino Da Mbabi
- Charlyn Corral
- Rita Chikwelu
- Akudo Sabi
- Jo Yun-Mi
- Jong Pok-Hui
- Kil Song-Hui
- Kim Kyong-Hwa
- Anna Kozhnikova
- Vanessa Buerki
- Amy Rodriguez
- Jessica Rostedt
- Kelley O'Hara

1 gólos
- Mercedes Pereyra
- Maria Potassa
- Danielle Brogan
- Sally Shipard
- Adriane
- Francielle
- Amanda Chiccini
- Kaylyn Kyle
- Lou Xiaoxu
- You Jia
- Zhang Weishuang
- Tresorine Nzuzi
- Laure Boulleau
- Amandine Henry
- Jessica Houara
- Louisa Nécib
- Élodie Thomis
- Juliane Maier
- Lydia Neumann
- Jennifer Oster
- Monique Cisneros
- Maria de Lourdes Gordillo
- Mónica Ocampo
- Abby Erceg
- Emma Humphries
- Tawa Ishola
- Myong Gum Hong
- Oh Song-Hui
- Ri Un-Hyang
- Mi Hyang
- Kim Ok-Sim
- Svetlana Akimova
- Elena Terekhova
- Alexandra Long
- Casey Nogueira

1 öngólos
- Yuan Fan (Finnország ellen)